# アルギス・チャプリカス
アルギス・チャプリカス（Algis Čaplikas、1962年1月27日 - ）は、リトアニアのエンジニアで政治家。ヴィリニュス生まれで、ヴィリニュス市政や国政に携わっている。セイマス議員で、建設都市計画相や環境相、保健相も歴任。

## 経歴
1980年、第22中等学校を卒業し、その後5年間ヴィリニュス建築工科大学（VISI、現・ヴィリニュス・ゲディミナス工科大学）で学んだ。その後は建築業界で働いた。
1989年からサユディスに関わるようになった。その後1990年から1995年まで、ヴィリニュス市ユスティニシュケス区長を務めた。
1993年からリトアニア中道連合の党員で、また党の設立者の一人。2003年にリトアニア中道連合が合併した後は自由中道同盟の党員。2005年から副党首を務め、2011年から党首。
1995年から1996年までヴィリニュス市議会議員。1996年から2000年まで国会議員。また、1996年から1998年まで建設都市計画相を務めた。1998年に建設都市計画省が環境保護省に吸収され新たに環境省が誕生すると、チャプリカスが初代環境相に就任した。1999年環境相を辞任。2000年から2003年まで再度ヴィリニュス市議会議員を務め、2004年から2008年まで再度国会議員。2008年12月9日から2010年2月10日まで保健相を務めた。
妻はエグレ、息子はカロリス、娘はサウレ。
| 公職                                             | 公職                                             | 公職                            |
| ------------------------------------------------ | ------------------------------------------------ | ------------------------------- |
| 先代 アルドナ・バラナウスキエネ                  | リトアニア共和国建設都市計画大臣 1996年 – 1998年 | 次代 （環境省へ改組）           |
| 先代 （環境保護省、建設 都市計画省などから改組） | リトアニア共和国環境大臣 1998年 – 1999年         | 次代 ダニウス・リーギス         |
| 先代 ゲディミナス・チェルニャウスカス            | リトアニア共和国保健大臣 2008年 – 2010年         | 次代 ライモンダス・シュキース   |
| 党職                                             |                                                  |                                 |
| 先代 ギンタウタス・バブラヴィチュース            | 自由中道同盟党首 2011年 – 2013年                 | 次代 アルトゥーラス・メリャナス |